# Tortopus
Tortopus is een geslacht van haften (Ephemeroptera) uit de familie Polymitarcyidae.

## Soorten
Het geslacht Tortopus omvat de volgende soorten:
- Tortopus arenales
- Tortopus bellus
- Tortopus circumfluus
- Tortopus harrisi
- Tortopus igaranus
- Tortopus zottai